# مونتروز (ایلینوی)
مونتروز (به انگلیسی: Montrose) یک روستا در ایالات متحده آمریکا است که در ایلینوی واقع شده‌است. مونتروز ۱٫۷۹ کیلومتر مربع مساحت و ۲۰۱ نفر جمعیت دارد.